# HD 33283 b
HD 33283 b هو كوكب خارج المجموعة الشمسية يتبع HD 33283 . كتلة هذا الكوكب تقريبا 1/3 ككتلة مشتري و ككتلة زحل أيضا. هذا الكوكب قريب جدا من نجم، يستغرق 18 يوم ليكمل دورته فسرعته تبلغ 86.5nbsp كم/ساعة.